# Simonovka (Krasnodar)
Simonovka (del ruso: Симоновка) es un posiólok del raión de Yeisk del krai de Krasnodar, en Rusia. Está situado en las tierras bajas de Kubán-Azov, en la península de Yeisk, 12 km al sur de Yeisk y 179 km al noroeste de Krasnodar, la capital del krai. Tenía 309 habitantes en 2010.
Pertenece al municipio Krasnoarméiskoye.

## Economía
La principal actividad económica es la agricultura, en especial el cultivo de cereales.

## Servicios sociales
En el posiólok hay un dispensario psiquiátrico, un club de cultura, un campo de fútbol, un depósito de agua (construido por prisioneros alemanes tras la Gran Guerra Patria) y un comercio.